# الرعاية الصحية في الفلبين

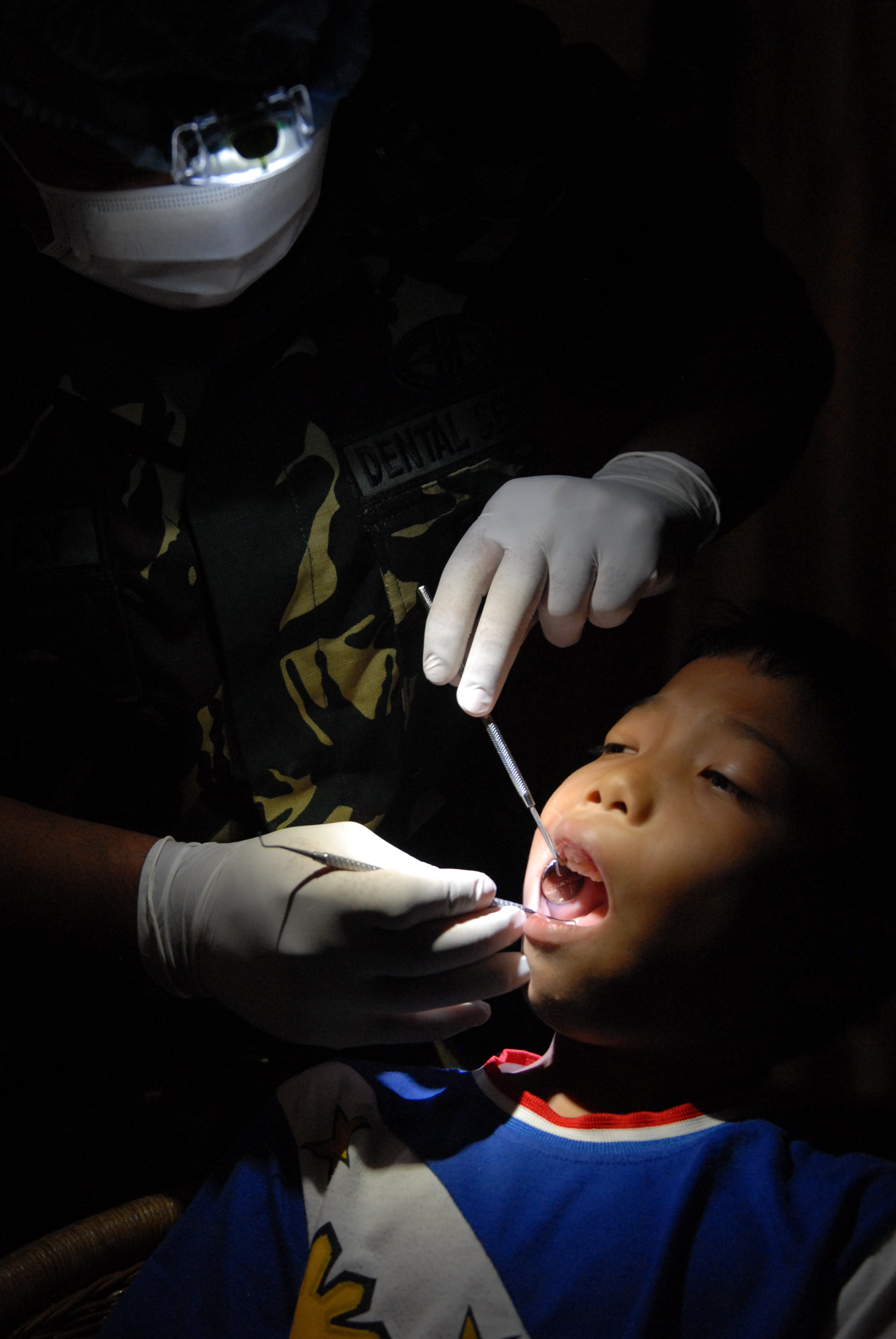
طبيب أسنان من القوات المسلحة الفلبينية يشرح تقنية حشو التجاويف دون حفر أو تخدير خلال ندوة طبية ضمن تمرين "Balikatan 2012" في بويرتو برينسيسا، بالاوان.

تتنوع الرعاية الصحية في الفلبين بين مراكز الصحة الخاصة والعامة ومراكز البرنجيه الصحية (العديد منها في البلدات الريفية). يشغل مقدمو الرعاية الصحية الخاصة معظم الكم الوطني من الرعاية الصحية.

## نظرة عامة
تعرّف منظمة الصحة العالمية الرعاية الصحية بأنها إعالة شاملة وحل احتياجات الفرد والعائلة والمجتمع الصحية. وهي نظام يخاطب الاحتياجات الصحية ويفيها حقها عبر الوقاية والعلاج وإعادة التأهيل والرعاية التلطيفية.
تنص منظمة الصحة العالمية على أن النظام يحتاج إلى استقرار مالي، وموارد بشرية مدربة جيدًا (إلى جانب الراتب المناسب)، ومعلومات / بيانات مناسبة، وصيانة مستمرة للمرافق كي تتمكن من تقديم الخدمات عالية الجودة والدواء والبحوث.
عرّفت منظمة الصحة العالمية الرعاية الصحية في الفلبين بأنها «مجزأة» بمعنى أن هناك فجوة بين الخدمات الصحية المقدمة للفقراء والأغنياء من ناحية الكمية والنوعية. لم تتمكن الفلبين من مواكبة معايير الرعاية الصحية في الخارج دائمًا لعدة أسباب كانخفاض الميزانية أو انخفاض القوى العاملة أو الإهمال العام للفقراء. عند مقارنة بيانات من عام 2014 للفلبين والولايات المتحدة وكندا، نجد أن الفلبين أنفقت 4.7% فقط من ناتجها المحلي الإجمالي على الصحة، بينما أنفقت الولايات المتحدة وكندا 17.1% و10.4%. تُبذل جهود لسد هذه الفجوة. ففي 20 فبراير 2019 وقِّع على مشروع قانون رعاية صحية شاملة يهدف إلى تقديم خدمات رعاية صحية تناسب الجميع.

## نظرة تاريخية

### العصر قبل الإسباني: ما قبل 1565
تمتد الرعاية الصحية في الفلبين في القدم إلى القرن الخامس عشر. كانت الحياة عبر امتداد الرعاية الصحية قبل وصول الإسبانيين تتمحور حول عالم الأحياء والجمادات.
استُخدم طب الأعشاب الفلبيني التقليدي على نطاق واسع في علاج الأمراض. وُضعت أوراق نبتة القشطة على المعدة لعلاج عسر الهضم. كان جوز الفوفل وأوراق جوز التنبول شائعين للإصابات، إذ يمضغان ثم يُطبقان موضعيًا. استُخدم السامبونغ في علاج حصى الكلى والروماتزم والسعال ونزلات البرد وارتفاع ضغط الدم والإسهال.
يقول المؤرخ الإسباني ميغال دي لوركا إن السكان الأصليين كانوا «أطباء جيدين وكان لديهم علاج لكل سم». مُضغت بذور الإيغاسود ترياقًا للسم. أعاد الإسبانيون تسميتها فأطلقوا عليها بيبيتا من سان إغناسيو. تضمنت مضادات السم لحاء البلانيغان المغلي ولحاء الباغوساباك. رغم أن الإسبانيين أُعجبوا بالمعرفة الطبية لدى الفلبينين، استمر اعتقادهم بضرورة تعليم الفلبينيين وسائل الرعاية الصحية الغربية.

### العصر الإسباني: 1565 – 1898
عند تعرض الإسبانيين لبيئة غير مألوفة في الفلبين، أصيبوا بمرض غريب. فأنشؤوا مستشفيات خاصة لصحتهم لمكافحة المرض. عالَج الرهبان الإسبانيون في بعض المنشآت الصحية الأولى في البلاد.

### العصر الأمريكي: 1898 – 1918
أُنشئت الحكومة الثورية الفلبينية -متضمنة مكتب الصحة العامة- بعد انتهاء الحكم الإسباني. على الرغم من أن الأمريكيين تخالفوا في القتال ضد الإسبايين، فإنهم سيطروا على الفلبين ببعثة بدافع «النهضة والتحضر».
أُنشئ مجلس الصحة للإشراف على الصحة العامة تحت قيادة الجنرال ويسلي ميريت في 29 سبتمبر 1898. وكان الجدري أكبر التحديات التي تواجه مجلس الصحة، فجاهدوا في سبيل إنتاج لقاح معياري وإعداد حملات للتطعيم.